# Alex Callinicos

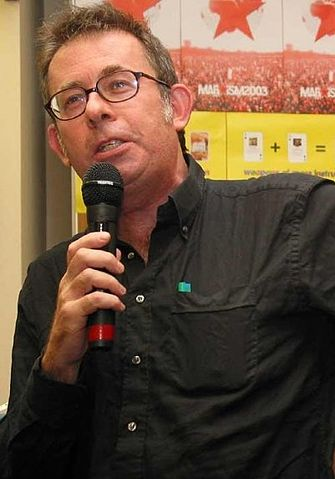
Alex Callinicos, 2009

Alex Callinicos (* 1950 in Rhodesien, heute Simbabwe) ist ein britischer marxistischer Intellektueller und Mitglied des Zentralkomitees der Socialist Workers Party (SWP) in Großbritannien, die Teil der International Socialist Tendency ist.
Callinicos absolvierte ein Studium der Philosophie, Politik und Ökonomie am Balliol College der University of Oxford sowie der Wissenschaftstheorie an der London School of Economics. Im Anschluss promovierte er mit einer Arbeit über Das Kapital von Karl Marx, wiederum am Balliol College.
Callinicos war seit 2005 Professor für Europäische Studien am King’s College London, 2020 ging er dort in den Ruhestand. Zuvor war er seit 1981 Professor für Politikwissenschaft an der University of York. In den Jahren 1979 bis 1981 war er am Oxforder St Peter’s College Junior Research Fellow im Bereich Contemporary Social Thought. Zu seinen Themenschwerpunkten gehören Marx, Internationale Politische Ökonomie und Soziale und Politische Theorie.
Sein Vater war im Zweiten Weltkrieg aktives Mitglied des griechischen Widerstandes gegen die nationalsozialistische Besetzung. Seine Mutter entstammt der englischen Aristokratie und ist die Enkeltochter des berühmten Historikers Lord Acton.

## Schriften (Auswahl)
- Althusser's Marxism, Pluto Press, London 1976.
- Making history. Agency, Structure, and Change in Social Theory, Cornell Univ. Press, Ithaca 1988.
- Rassismus. eine marxistische Analyse, Frankfurt 1999.
- Ein anti-kapitalistisches Manifest, VSA Verlag, Hamburg 2004, ISBN 978-3-89965-066-2.
- Die revolutionären Ideen von Karl Marx, VSA Verlag, Hamburg 2011, ISBN 978-3-89965-476-9 (zuerst Frankfurt 1998).
- mit Stathis Kouvelakis, Lucia Pradella (Hg.): Routledge Handbook of Marxism and Post-Marxism, Routledge, London 2021, ISBN 978-1-13855-552-5.
- The New Age of Catastrophe, Polity Press, Newark 2023.